# Debby Ryan
Deborah Ann Ryan, bolje poznana kot Debby Ryan, ameriška filmska, gledališka ter televizijska igralka, scenaristka, tekstopiska in pevka, *13. maj 1993, Huntsville, Alabama, Združene države Amerike.

## Zgodnje življenje in zgodnja kariera
Deborah Ann Ryan se je rodila 13. maja 1993 v Huntsvillu, Alabama, Združene države Amerike. Je kristjanka in včasih je zelo pogosto nastopala na raznih cerkvenih prireditvah. Njen oče je po poklicu vojak in zato se je v otroštvu preselila na veliko različnih krajev v Evropi. Z igranjem je začela, ko je nastopala v teatru v Nemčiji in tudi v nemškem jeziku. Takrat je odkrila svojo ljubezen do igranja.
Pri desetih letih, leta 2003, se je vrnila v ZDA in odraščala v Teksasu. Takrat je sanjala o tem, da bi po poklicu postala igralka. V intervjuju za People Magazine se je leta 2009 opisala kot pravo piflarko v šoli.
Ima starejšega brata Chasea, ki je kitarist in pevec. Marca 2009 ga je v enem izmed intervjujev označila za svojega idola.

## Kariera

### Igranje
Leta 2007, v zgodnjih najstniških letih je Debby Ryan začela s svojo igralsko kariero na malih televizijskih ekranih s pojavi v različnih reklamah. Pojavila se je v reklamah za razne izdelke firme iDog. Njena prva filmska vloga je bila v filmu Barney: Let's Go to the Firehouse istega leta, kjer je igrala neko neimenovano najstnico. Imela je tudi eno izmed pomembnejših vlog v filmu The Longshots ob Keke Palmer in Icu Cubu, kjer je igrala nesramno najstnico Edith.
V letu 2008 je dobila eno izmed pomembnejših vlog, vlogo Bailey Pickett v televizijski seriji Paglavca na krovu ob Dylanu Sprousu, Colu Sprousu in Brendi Song. Televizijsko serijo so posneli kot nadaljevanje serije Paglavca v hotelu z enako igralsko zasedbo, samo da je v tej seriji namesto Debby Ryan igrala igralka Ashley Tisdale.
Televizijsko serijo so leta 2008 ocenili kot najboljšo serijo za otroke med leti 6 in 11 ter za pred-najstnike med leti 9 in 14, kjer sta bili največji konkurenci televizijski seriji Hannah Montana in Čarovniki s trga Waverly.
Delala je na animirani seriji My Mate Flynn, v kateri igra Tino. Poleg tega je tudi napisala scenarij.
Leta 2008 je igrala tudi v televizijskih serijah Jonas Brothers: Living the Dream in Disney Channel's Totally New Year 2008, leta 2009 pa v televizijskih serijah Hannah Montana ter Čarovniki s trga Waverly.
V letu 2009 je dobila vlogo v filmu What If... poleg Kevina Sorba in Kristy Swanson. Rečeno je, da bo film izšel na valentinovo leta 2010 in snemali so ga v Manisteeju v Michiganu v juliju 2009. Oktobra 2009 je Ryanova gostila prvi Tween Girl Summit.

### Glasbena kariera
Debby Ryan igra več inštrumentov, med drugim tudi akustično kitaro, klavir in sintetizator. Je tudi tekstopiska in z bratom skupaj delata na glasbi. Pokazala je veliko zanimanja za žanre, kot so jazz, pop rock, country in rock. Na turneji »Terrific Teen Tour« je sodelovala z glasbeniki, kot so Mitchell Musso, Jasmine Richards in Savannah Outen. Ta turneja naj bi ji odprla pot v glasbene vode.

## Zasebno življenje
V intervjuju za People Magazine leta 2009 je Debby Ryan povedala, da je njena soigralka v televizijski seriji Paglavca na krovu, Brenda Song, hkrati tudi njen idol. Marca tistega leta je v nekem intervjuju povedala, da obožuje tudi igralce, kot so Anne Hathaway, Meryl Streep, Rachel McAdams in Tobey Maguire. Rekla je tudi, da obožuje jazz in country in da obe zvrsti zelo rada prepeva, da pa ima njen brat najraje rock glasbo in stil Jasona Mraza.
Ronald McDonald House-u je pomagala zbrati denar za otroke.

## Filmografija
| Filmi      | Filmi                                  | Filmi          | Filmi                                        |
| Leto       | Naslov                                 | Vloga          | Opombe                                       |
| ---------- | -------------------------------------- | -------------- | -------------------------------------------- |
| 2007       | Barney: Let's Go to the Firehouse      | Najstnica      |                                              |
| 2008       | The Longshots                          | Edith          | Metro–Goldwyn–Mayer film                     |
| 2010       | What If...                             | Kimberley      | Glavna vloga                                 |
| Televizija |                                        |                |                                              |
| Leto       | Naslov                                 | Vloga          | Opombe                                       |
| 2008       | Paglavca na krovu                      | Bailey Pickett | Glavna vloga, Disney Channel 2008-danes      |
| 2008       | Disney Channel's Totally New Year 2008 | Ona            |                                              |
| 2008       | Jonas Brothers: Living the Dream       | Ona            | »Hello Hollywood« (sezona 1, epizoda 7)      |
| 2009       | Hannah Montana                         | Bailey Pickett | epizoda: Wizards on Deck with Hannah Montana |
| 2009       | Čarovniki s trga Waverly               | Bailey Pickett | epizoda: Wizards on Deck with Hannah Montana |
| 2009       | My Mate Flynn                          | Tina (glas)    | Disney Channel UK                            |

### Oglasi
- Game of Life: Twists and Turns (2007)[3]
- iDog Amp'd (2007)[3]

## Diskografija
Singli
- 2009: »Adios'«[22]
- 2009: I'm A Country Girl

## Nagrade in nominacije
| Leto | Rezultat   | Nagrada                                         | Kategorija                      | Nominirana za     |
| ---- | ---------- | ----------------------------------------------- | ------------------------------- | ----------------- |
| 2009 | Nominirana | Young Artist Award                              | Best Performance in a TV Series | Paglavca na krovu |
| 2009 | Nominirana | Popstar! Magazine's 8th Annual Poptastic Awards | Favorite Television Actress     | Paglavca na krovu |
| 2009 | Dobila     | Popstar! Magazine's 8th Annual Poptastic Awards | Favorite Female Newcomer        | Paglavca na krovu |